# Villingen-Schwenningen
Villingen-Schwenningen [ˈfɪlɪŋən ˈʃvɛnɪŋən] este o localitate situată în sud-vestul landului Baden-Württemberg, Germania. Cu 85.000 de locuitori este oraș-district (Kreisstadt) și cel mai mare oraș al districtului Schwarzwald-Baar (Schwarzwald-Baar-Kreis).

## Poziție geografică

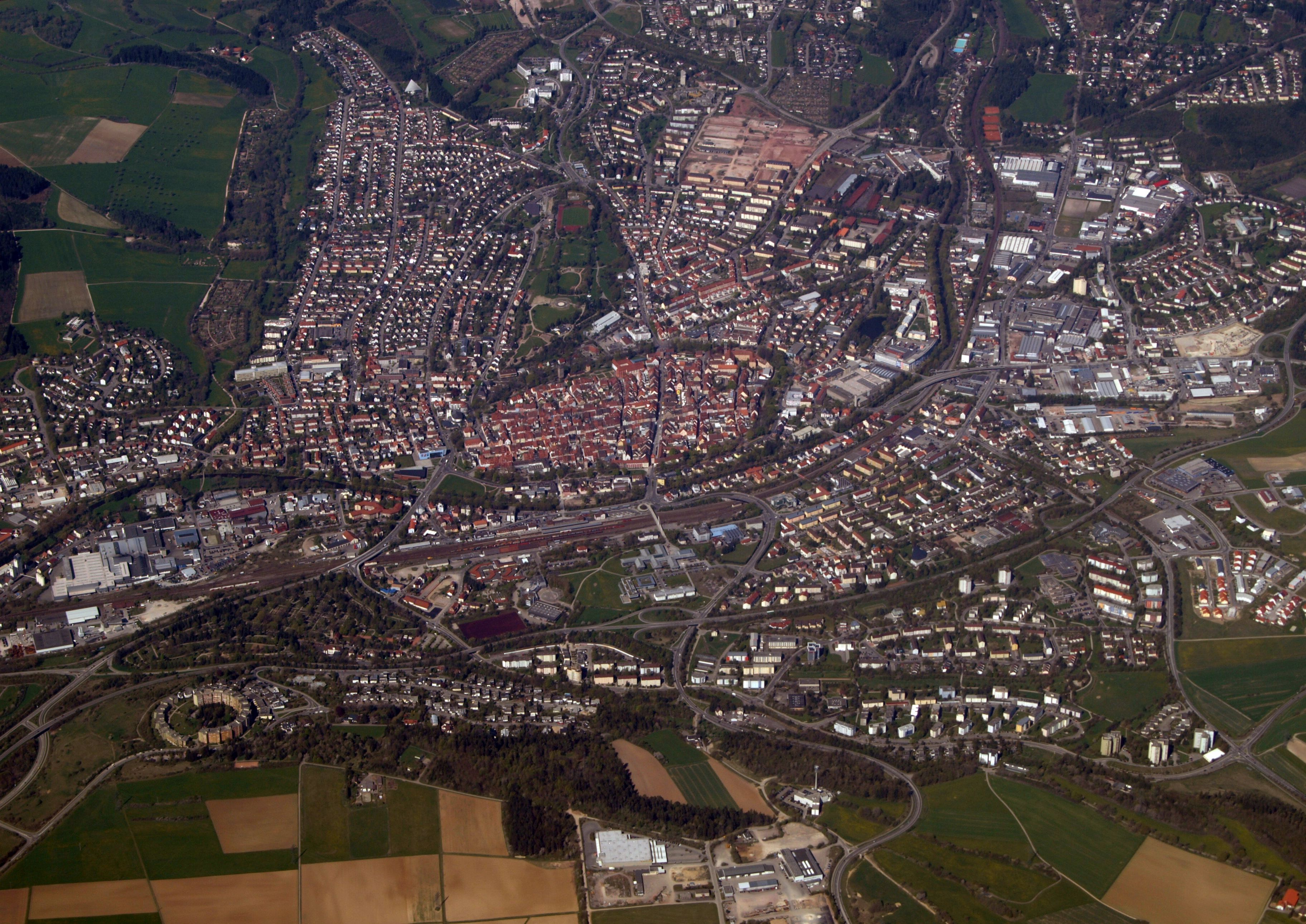
Villingen, vedere aeriană

Distanța dintre cele două centre ale orașului Villingen-Schwenningen este de aproximativ opt kilometri. Villingen este situat între marginea estică a Pădurii Negre și platoul Baar la Brigach. Brigach este unul dintre cele două râuri de izvorâre ale Dunării - celălalt este Breg - care curg împreună în Donaueschingen. Mai departe, spre est, deja pe platoul Baar, se află Schwenningen. Turbiera Schwenninger Moos este, de asemenea, zonă de izvorâre a râului Neckar (Neckarursprung). Regiunea orașului se extinde peste altitudini de 658 până la 969 de metri.
Între cele două părți ale orașului, Villingen și Schwenningen, se desfășoară bazinul hidrografic și frontiera dintre fostele landuri Württemberg și Baden.